# Oblačni gozd
Oblačni gozd, imenovan tudi vodni gozd, primarni gozd ali tropski montanski oblačni gozd, je na splošno tropski ali subtropski, zimzelen, montanski, vlažen gozd, za katerega je značilna obstojna, pogosta ali sezonska nizka oblačnost, običajno v ravni krošenj, uradno opisan v Mednarodnem atlasu oblakov (2017) kot silvagenitus. Oblačni gozdovi pogosto kažejo obilico mahov, ki prekrivajo tla in vegetacijo, v tem primeru jih imenujemo tudi mahoviti gozdovi. Gozdovi z mahom se običajno razvijejo na sedlih gora, kjer se vlaga, ki jo vnesejo oblaki, ki se usedajo, učinkoviteje zadržuje.
Oblačni gozdovi so med biotsko najbolj bogatimi ekosistemi na svetu z velikim številom vrst, ki so neposredno ali posredno odvisne od njih.
Drugi mahovni gozdovi vključujejo črno smreko/listnate mahove z zmerno gosto krošnjo in gozdnimi tlemi iz mahov, vključno s Hylocomium splendens, Pleurozium schreberi in Ptilium crista-castrensis. Ti mahovi v obliki votka rastejo v borealnih mahovih gozdovih.

## Podnebje
Prisotnost oblačnih gozdov je odvisna od lokalne klime (na katero vpliva oddaljenost od morja), ekspozicije in zemljepisne širine (od 23°S do 25°S) in nadmorske višine (ki se giblje od 500 m do 4000 m). Običajno je razmeroma majhen pas višine, v katerem je atmosfersko okolje primerno za razvoj oblačnega gozda. Za to je značilna dolgotrajna megla na ravni vegetacije, kar ima za posledico zmanjšanje neposredne sončne svetlobe in s tem evapotranspiracije. Znotraj oblačnih gozdov pride večina vlage, ki je na voljo rastlinam, v obliki kapljanja megle, kjer se megla kondenzira na drevesnih listih in nato kaplja na tla spodaj.
Letna količina padavin lahko znaša od 500 do 10.000 mm/leto, povprečna temperatura pa med 8 in 20 °C.
Medtem ko je oblačni gozd danes najpogosteje uporabljen izraz, se v nekaterih regijah ti ekosistemi ali posebne vrste oblačnih gozdov imenujejo mahoviti gozdovi, vilinski gozd, gorska goščava in pritlikavi oblačni gozd.[8]
Opredelitev oblačnega gozda je lahko dvoumna, saj številne države izraza ne uporabljajo (raje imajo izraze, kot so afromontanski gozd in zgornji gorski deževni gozd, gorski lovorjev gozd ali bolj lokalizirane izraze, kot sta bolivijski yungas in laurisilva atlantskih otokov ) in občasno subtropske in celo zmerne gozdove, v katerih se pojavljajo podobne vremenske razmere, štejemo za oblačne gozdove.

## Značilnosti
V primerjavi z vlažnimi tropskimi gozdovi na nižjih nadmorskih višinah oblačni gozdovi kažejo zmanjšano višino dreves v kombinaciji s povečano gostoto stebla in na splošno manjšo raznolikost lesnatih rastlin. Drevesa v teh regijah so na splošno nižja in z močnejšim steblom kot v nižjih gozdovih v istih regijah, pogosto z grčastimi debli in vejami, ki tvorijo goste, kompaktne krošnje. Njihovi listi z naraščajočo nadmorsko višino postajajo manjši, debelejši in trši. Visoka vlažnost spodbuja razvoj visoke biomase in biotske raznovrstnosti epifitov, zlasti briofitov, lišajev, praproti (vključno s Hymenophyllaceae), Bromeliaceae in orhidej. Število endemičnih rastlin je lahko zelo veliko.
Pomembna značilnost oblačnih gozdov so krošnje dreves, ki prestrezajo od vetra naneseno vlago iz oblakov, del katere kaplja na tla. To kapljanje megle nastane, ko se kapljice vode iz megle oprimejo iglic ali listov dreves ali drugih predmetov, se združijo v večje kapljice in nato padejo na tla. Lahko je pomemben prispevek k hidrološkemu ciklu.
Oblačni gozdovi so pogosto šotišča, ki prikazujejo številne klasične lastnosti šotišč. Zaradi visoke vsebnosti vode v tleh, zmanjšanega sončnega sevanja ter nizkih stopenj razgradnje in mineralizacije je kislost tal zelo visoka z več humusa in šote, ki pogosto tvorita zgornjo plast tal.
Stadtmüller (1987) razlikuje dva splošna tipa tropskih gorskih oblačnih gozdov:
- Območja z visoko letno količino padavin zaradi pogoste oblačnosti v kombinaciji z močnimi in včasih dolgotrajnimi orografskimi padavinami; taki gozdovi imajo opazne sloje krošenj, veliko število epifitov in debelo plast šote, ki ima visoko sposobnost shranjevanja vode in nadzoruje odtok;
- V bolj suhih območjih s pretežno sezonskimi padavinami lahko odstranjevanje oblakov predstavlja velik delež vlage, ki je na voljo rastlinam.

## Razširjenost tropskih gorskih oblačnih gozdov
Le 1 % svetovnega gozda sestavljajo oblačni gozdovi. Pred tem so v 1970-ih obsegali približno 11 % vseh tropskih gozdov. Svetovni center za spremljanje ohranjanja narave je v 59 državah identificiral skupaj okoli 736 območij oblačnih gozdov, od katerih jih je leta 2002 327 območij zakonsko zaščitenih. Pomembna območja so v Srednji in Južni Ameriki (predvsem Kostarika, Venezuela, Honduras, Mehika, Ekvador in Kolumbija), Vzhodna in Srednja Afrika, Indija, Šrilanka, Tajska, Indonezija, Malezija, Filipini, Havaji, Papuanska Nova Gvineja in na Karibih.
Različica podatkovne zbirke oblačnih gozdov Svetovnega centra za spremljanje varstva iz leta 1997 je našla skupaj 605 območij tropskih montanskih oblačnih gozdov v 41 državah. 280 lokacij ali 46 % vseh je bilo v Latinski Ameriki, ki je v biogeografiji znana kot Neotropska regija. Dvanajst držav je imelo tropske montanske oblačne gozdove, večina v Venezueli (64 območij), Mehiki (64), Ekvadorju (35) in Kolumbiji (28). Jugovzhodna Azija in Avstralazija sta imeli 228 lokacij v 14 državah – 66 v Indoneziji, 54 v Maleziji, 33 na Šrilanki, 32 na Filipinih in 28 v Papuanski Novi Gvineji. Zabeleženih je bilo 97 lokacij v 21 afriških državah, večinoma razpršenih po osamljenih gorah. Od 605 območij jih je bilo 264 v zavarovanih območjih.

## Stanje ohranjenosti
Oblačni gozdovi so leta 2001 zavzemali 0,4 % svetovne kopenske površine in hranili približno 3700 vrst ptic, sesalcev, dvoživk in drevesnih praproti (~ 15 % svetovne raznolikosti teh skupin), pri čemer je bila polovica teh vrst v celoti omejena na oblačne gozdove. Po vsem svetu je bilo med letoma 2001 in 2018 izgubljenih približno 2,4 % oblačnih gozdov (v nekaterih regijah več kot 8 %), zlasti na lahko dostopnih mestih. Medtem ko so zavarovana območja upočasnila ta upad, se velik delež izgube kritja TCF kljub uradni zaščiti še vedno pojavlja.

## Zmerni oblačni gozdovi
Čeprav še zdaleč niso splošno sprejeti kot pravi oblačni gozdovi, je več gozdov v zmernih območjih zelo podobnih tropskim oblačnim gozdom. Izraz je dodatno zmeden zaradi občasnega omembe oblačnih gozdov v tropskih državah kot 'zmernih' zaradi hladnejšega podnebja, povezanega s temi meglenimi gozdovi.

### Razširjenost zmernih oblačnih gozdov
- Argentina – province Salta, Jujuy, Catamarca in Tucumán (Yungas južnih Andov)
- Avstralija – narodni park Lamington, narodni park Springbrook, Mount Bartle Frere in Mount Bellenden Ker (Queensland) in Mount Gower (Otok Lord Howe)
- Brazilija – Obalni gozdovi Serra do Mar
- Kanada – obasla Britanske Kolumbije
- Čile – narodni park Bosque de Fray Jorge
- Kitajska – Junanska planota, gore južne in vzhodne Kitajske
- Kostarika – Rezervat oblačnega gozda Monteverde - 10.500 hektarjev oblačnega gozda. Obstaja 2500 vrst rastlin (večina vrst orhidej na enem mestu na zemlji), 100 vrst sesalcev, 400 vrst ptic, 120 vrst plazilcev in na tisoče žuželk.
- Etiopija – gozd Harenna, narodni park gorovje Bale in Biosferni rezervat Kafa v regiji ljudstev jugozahodne Etiopije
- Fidži - Tropski montanski oblačni gozdovi Taveunija [Ash, J., 1987. Stunted cloud-forest in Taveuni, Fiji.], Gau Island  [Keppel, G. and Thomas, N.T., 2009. Composition and structure of the cloud forest on Mt Delaco, Gau, Fiji. The South Pacific Journal of Natural and Applied Sciences, 27(1), pp. 28–34.]
- Tajvan – naravni rezervat jezera Juanjang, naravni rezervat Čatianšan in okrožje Fušing
- Iran – Vzhodni del gorovja Alborz, severno od Irana, provinca Golestan[12]
- Japonska – del Otok Jakušima
- Nova Zelandija – deli Fiordlanda, Mount Taranaki in Mount Cargill[13]
- Pakistan – gozd Shogran v dolini Kaghan in regije Zgornjega Swatija v severozahodnem Pakistanu
- Peru – Peruvian Cloud Forest
- Portugalska – Azori in Madeira (se pogosto nanaša na bolj mokro, višje nadmorsko višino laurisilva)[14][15]
- Španija – Kanarski otoki (laurisilva - lovorjev gozd) in zelo lokalno v Los Llanos del Juncal (Naravni park Los Alcornocales) v provinci Cádiz.[16][17][18]
- ZDA – Pacifiški zmerni deževni gozdovi in Apalaški zmerni deževni gozd

## Pomen
- Funkcija razvodnice: zaradi strategije odstranjevanja oblakov se lahko efektivna količina padavin podvoji v sušnih obdobjih in poveča količino padavin v mokri sezoni za približno 10 %.[19][20][21] Poskusi Costina in Wimbusha (1961) so pokazali, da drevesne krošnje neoblačnih gozdov prestrežejo in izhlapijo 20 odstotkov več padavin kot oblačni gozdovi, kar pomeni izgubo kopenske komponente hidrološkega cikla.
- Vegetacija: Tropski montanski oblačni gozdovi niso tako bogati z vrstami kot tropski nižinski gozdovi, vendar zagotavljajo življenjski prostor številnim vrstam, ki jih ni nikjer drugje. Na primer, Cerro de la Neblina, z oblaki pokrita gora na jugu Venezuele, sprejme veliko grmovnic, orhidej in žužkojedih rastlin, ki so omejene samo na to goro.
- Favna: Tudi endemizem pri živalih je zelo visok. V Peruju je več kot ena tretjina od 270 endemičnih ptic, sesalcev in žab v oblačnih gozdovih. Eden najbolj znanih sesalcev je medved očalar (Tremarctos ornatus). Mnoge od teh endemičnih živali imajo pomembne funkcije, kot sta širjenje semen in gozdna dinamika v teh ekosistemih.

## Trenutne razmere
Leta 1970 je bil prvotni obseg oblačnih gozdov na Zemlji približno 50 milijonov hektarjev. Rast prebivalstva, revščina in nenadzorovana raba zemljišč so prispevali k izgubi oblačnih gozdov. Globalna raziskava gozdov iz leta 1990 je pokazala, da je vsako leto izgubljenih 1,1 % tropskih gorskih in visokogorskih gozdov, kar je več kot v katerem koli drugem tropskem gozdu. V Kolumbiji, eni od držav z največjo površino oblačnih gozdov, je ostalo le 10–20 % začetne pokritosti z oblačnimi gozdovi. Znatne površine so bile spremenjene v nasade ali za uporabo v kmetijstvu in pašnikih. Pomembni pridelki v območjih gorskih gozdov vključujejo čaj in kavo, sečnja edinstvenih vrst pa povzroči spremembe v gozdni strukturi.
Leta 2004 je bila po ocenah takrat zaščitena ena tretjina vseh oblačnih gozdov na planetu.Häger 2006

## Vpliv podnebnih sprememb
Zaradi njihove občutljive odvisnosti od lokalnega podnebja bodo oblačne gozdove močno prizadele globalne podnebne spremembe. Rezultati kažejo, da se bo obseg okoljsko primernih območij za oblačne gozdove v Mehiki močno zmanjšal v naslednjih 70 letih. Številni podnebni modeli kažejo, da se bo oblačnost na nizki nadmorski višini zmanjšala, kar pomeni, da se bo optimalno podnebje za številne oblačne gozdne habitate povečalo na nadmorsko višino. V povezavi z zmanjšanjem potopitve vlage v oblak in naraščajočo temperaturo se bo spremenil hidrološki cikel, zato se bo sistem izsušil. To bi povzročilo venenje in smrt epifitov, ki so odvisni od visoke vlažnosti. Pričakuje se, da bodo žabe in kuščarji trpeli zaradi povečane suše. Izračuni kažejo, da bi izguba oblačnega gozda v Mehiki povzročila izumrtje do 37 vretenčarjev, značilnih za to regijo. Poleg tega lahko podnebne spremembe povzročijo večje število orkanov, kar lahko poveča škodo na tropskih montanskih oblačnih gozdovih. Skratka, posledice podnebnih sprememb bodo izguba biotske raznovrstnosti, višinski premiki v območju vrst in prerazporeditev skupnosti ter na nekaterih območjih popolna izguba oblačnih gozdov.

## V botaničnih vrtovih
Razmere oblačnega gozda je težko in drago ponoviti v rastlinjaku, ker je treba vzdrževati zelo visoko vlažnost. Dnevne temperature morajo biti med 70-75 F, nočne pa med 55-60 F. V večini primerov je treba za zagotavljanje nočnih temperatur pod 60 F uporabiti sofisticirano hladilno opremo. Takšni zasloni so običajno precej majhni, vendar obstajajo nekatere opazne izjeme. V Združenih državah ima botanični vrt Atlanta velik tropski gozdni rastlinjak z veliko zbirko epifitov iz oblačnih gozdov iz vsega sveta. Izvaja hladilni sistem za znižanje temperature ponoči. Dolga leta so imeli singapurski botanični vrtovi tako imenovano hladilnico. Gardens by the Bay ima 0,8 hektarja veliko hladilnico, ki se preprosto imenuje Cloud Forest. Slednja predstavlja 35 metrov visoko umetno goro, oblečeno v epifite, kot so orhideje, praproti, paličasti mahovi, bromelije in drugi. Zaradi razmeroma blage klime in poletne megle ima botanični vrt v San Franciscu tri zbirke oblačnih gozdov na prostem, vključno z mezoameriškim oblačnim gozdom na 2 hektarjih, ustanovljenim leta 1985. Botanični vrtovi okrožja Buffalo in Erie vsebujejo vrt "Panama Cloud Forest" v hiši 11.